# Dalhem, Västerviks kommun
Dalhem är kyrkbyn i Dalhems socken i Västerviks kommun, Kalmar län.
I orten ligger Dalhems kyrka.